# 田中晃平
田中 晃平（たなか こうへい、1993年〈平成5年〉4月27日 - ）は、日本の俳優、タレント。宮城県出身。おうし座、AB型、身長180cm、体重68㎏、BWH（87/76/95）、靴のサイズは27cm。
BACSエンターテイメント（現：AtoMエンターテイメント）を経て、2020年4月15日からえりオフィスに所属している。

## 経歴
- 2014年10月8日-13日：Air studioプロデュース公演 『JULIET ジュリエット[1]』（AQUA studio）にて本格デビュー
- 2015年9月：『人狼TLPT』×『PSYCHO-PASS』〜INNOCENT MURDERER(無垢なる殺人者)〜（シアターサンモール）にて初めて役名を獲得
- 2017年8月25日-10日：『アイ★チュウ ザ･ステージ〜Stairway to Étoile〜』[2]（サンケイホールブリーゼ、サンシャイン劇場）にて、今までの俳優活動において最も影響を与えたと語るリュカ役を務める
- 2018年：当時の所属事務所内のタレント、大見拓土、八島諒と共に『チーム仲良し』を発足
- 2020年3月7日：AtoMエンターテイメント[3]を退所
- 2020年4月15日：自身のTwitterにてえりオフィスに所属したと表明を出す[4]
- 2020年8月17日：所属事務所内のタレント、松村泰一郎と共にWEB配信サイト（ON STAGE）にてネット番組『点火泰平』を開始[5]
- 2020年9月27日：所属事務所内のタレント、田中稔彦、野見山拳太[6]、松村泰一郎と共にクリエイティブ集団ProduceE’s[7]を発足

## 人物[8]
趣味は主に料理（イタリアン）、野球、サウナ(温泉)、ランニング
料理に関して、学生時代に調理師免許を取得している。
野球に関して、仙台市優秀選手賞を受賞しており、遠投では80mを記録している。
2021年現在の趣味として、メンタル保持の為サウナや温泉を頻繁に利用しており、同理由でランニングで自宅から橋まで走り、川を眺める事を趣味としていると、WEB配信サイト（ON STAGE）にて配信しているネット番組『点火泰平』で明かす。
また、点火泰平ではいままで語られなかった自身のエピソードとして、出演する舞台の講演前には心を落ち着けるためにジブリ映画：千と千尋の神隠しの主題歌『いつも何度でも』を聞いて心を落ち着けている。ムスクの香りが好き。等も語っている。

## 出演

### 舞台
- Air studioプロデュース公演『JULIET ジュリエット』（2014年10月8日 - 13日、AQUA studio）
- 『ポーカーフェイス～第三話 契～』（2014年11月5日 - 9日、Air studio）
- 『人狼～赤い雪降る学園～』（2015年1月）
- 『LOVE & CHICK～マゼルナ×キケン～』（2015年4月22 - 27日、Air studio）
- 『人狼TLPT』×『PSYCHO-PASS』〜INNOCENT MURDERER(無垢なる殺人者)〜（2015年9月、シアターサンモール）- 蒼樹智鶴 役[10]
- 舞台『のぶニャがの野望』- さニャだ信之 役
  - トライアル公演「人猫『この中に人猫がいるニャ』〜feat.のぶニャがの野望」（2015年12月16日 - 23日、俳優座劇場）[11]
  - 舞台『のぶニャがの野望』番外公演「ねこ軍議〜飼い猫はどいつニャ？〜」（2016年3月1日 - 6日、笹塚ファクトリー）
  - 舞台『のぶニャがの野望』番外公演「ねこ軍議〜飼い猫はどいつニャ？〜」 さニャだ編（2016年8月5日 - 14日、R'sアートコート）
  - 舞台『のぶニャがの野望』番外公演「ねこ軍議〜飼い猫はどいつニャ？〜」 関ケ原編（2016年8月20日 - 21日、ルッチプラザ）※ 浅井ニャがまさ 役[12]
- 『K -Lost small World-』（2016年7月22日 - 24日、AiiA 2.5 Theater Tokyo / 7月30日 - 31日、京都劇場）- アンサンブル[13]
- 『アイ★チュウ ザ・ステージ』- リュカ 役
  - 『アイ★チュウ ザ・ステージ～Stairway to Étoile～』（2017年8月25日 - 27日、サンケイホールブリーゼ / 9月6日 - 10日、サンシャイン劇場）[14]
  - 『アイ★チュウ ザ・ステージ～Stairway to Étoile 2018～』（2018年2月23日 - 3月1日、サンシャイン劇場） [15][16][17][18]
  - 『Live!!アイ★チュウ ザ・ステージ〜les quatre saisons〜』（2018年7月16日、東京国際フォーラム ホールC）[19]
  - 『アイ★チュウ ザ・ステージ～Rose Ecarlate～』（2019年4月21日、シアター1010）※日替わりゲスト[20]
  - 『Live!!! アイ★チュウ ザ・ステージ～Planète et Fleurs～』（2019年7月27日、調布市グリーンホール）[21]
  - 『アイ★チュウ ザ・ステージ～Rose Ecarlate DEUX～』（2019年10月14日、シアター1010） ※日替わりゲスト[22]
  - 『アイ★チュウ ザ・ステージ ～Après la pluie～』（2020年10月16日 - 18日、シアター1010 / 10月21日 - 25日、東京建物 Brillia HALL）[23]
- ナイスコンプレックス N29 『YAhHoo!!!!』（ヤッホー!!!!）（2018年4月25日 - 29日、シアターグリーン･BIG TREE THEATER）- ンチューサ 役[24]
- WAR→P! in Fantasy 芽ぐみの雨と水鏡の試練（2018年5月16日 - 27日、BASEMENT MONSTAR）※ 5月23日 - ゲスト出演[25]
- アドリブ心理劇『レジスタンスイレブン』（2018年6月1日 - 6月3日、全労済ホール/スペース･ゼロ）[26][27]
- 『アニドルカラーズ！キュアステージ』 - 寿秋誉 役
  - 『アニドルカラーズ！キュアステージ ～シリウス学園編～』（2018年6月30日 - 7月1日、7月7日 - 8日、シアターGロッソ）[28][29][30]
  - 『アニドルカラーズ！キュアステージ』（2019年1月12日 - 14日、1月18日 - 20日、シアターGロッソ）
  - 『アニドルカラーズ！キュアステージ ～シリウス学園編～』（2020年8月27日 - 9月2日、シアター1010）（全公演中止）
  - 『アニドルカラーズ！キュアステージ SHUFFLE REVUE』（2021年2月10日 - 14日、シアター1010）
  - 『アニドルカラーズ！キュアステージ Clarity Showcase Live -Chapter0-』（2021年7月20日 - 22日、赤羽ReNY alpha）[31]
  - 『アニドルカラーズ！キュアステージ Clarity Live Chapter1 -Prisoner-』（2022年4月8日 - 10日、赤羽ReNY alpha / 4月16日 - 17日、心斎橋SOMA）[32]
- 『あなたもきっと経験する恋の話』（2018年10月24日 - 28日、浅草ゆめまち劇場）- タクヤ 役[33]
- フォトシネマ朗読劇『最果てリストランテ』 （2019年2月1日 - 6日、浜離宮朝日ホール）[34]
- 『真・YOSHITSUNE』（2019年4月24日 - 28日、CBGK!!シブゲキ!!）- 平教経 役[35]
- Enthena 舞台『恋するアンチヒーロー』（2019年5月22日 - 26日、劇場MOMO）- ブルー 役[36]
- 『トワイライトミュージカル ZONE-00』- 千両 役 
  - 『トワイライトミュージカル ZONE-00 満月』（2019年7月14日 - 21日、CBGKシブゲキ!!）[37]
  - 『トワイライトミュージカル ZONE-00 月食』（2019年9月14日 - 23日、シアターサンモール）[38]
- IdentityV STAGE - カウボーイ/カヴィン・アユソ 役
  - IdentityV STAGE Episode 1『What to draw』（2019年11月29日 - 12月8日、サンシャイン劇場）[39]
  - IdentityV STAGE Episode 2『Double Down』（2020年6月2日 - 7日、ヒューリックホール東京）（全公演中止）
  - IdentityV STAGE Episode 3『Cry for the moon』（2020年9月10日 - 18日、TACHIKAWA STAGE GARDEN）[40]
  - Identity V STAGE 大感謝祭（2020年11月19日 - 20日、舞浜アンフィシアター）[41]
  - IdentityV STAGE Episode 2『Double Down』（2021年3月24日 - 4月1日、TACHIKAWA STAGE GARDEN）[42]
- 2.5次元ダンスライブ - 天羽玲司 役
  - 2.5次元ダンスライブ「S.Q.S Episode 5『篁志季消失事件』」（2020年2月20日 - 3月1日、ヒューリックホール東京）※ 篁圭人 役[43]
  - 2.5次元ダンスライブ「VAZZROCK STAGE Episode 1『0 Carat』」（2021年7月1日 - 11日、CBGKシブゲキ!!）[44]
  - 「LUNATIC LIVE 2021」（2021年9月4日 - 5日、東京ガーデンシアター） ※全公演中止[45]
  - 2.5次元ダンスライブ「VAZZROCK STAGE Episode 2『ペトリコール・ノスタルジー』」（2022年2月3日 - 12日、シアター・アルファ東京）[46] ※延期[47]
  - 2.5次元ダンスライブ「VAZZROCK STAGE Episode 2『ペトリコール・ノスタルジー』」（2022年10月6日 - 16日、ニッショーホール）[48]
  - 2.5次元ダンスライブ「S.Q.S Episode 9『The Freely』」（2023年6月15日 - 25日、I’M A SHOW）※ 篁圭人 役[49]
  - 2.5次元ダンスライブ「VAZZROCK STAGE Episode3『僕と君との猫ノート』」（2024年3月28日 - 4月7日、CBGKシブゲキ!!）[50]

- 音楽劇『黒と白 -purgatorium- ad libitum』（2020年11月27日 - 12月6日、ヒューリックホール東京）- 堕落・フェルネウス 役[51]
- 『イケメン王子 美女と野獣の最後の恋 THE STAGE～Beast Leon』（2020年12月24日 - 27日、シアター1010）- ユリウス 役[52]
- 舞台『逆転裁判～逆転のパラレルワールド～』（2021年5月13日 - 23日、シアター1010） - 糸鋸圭介 役　※延期[53]
- シチュエーション朗読劇『Love on Ride～通勤彼氏』（2021年8月6日 - 11日、浅草花劇場）- 久我瞬介 役 / 江波戸響 役[54]
- リーディングドラマ『幽霊ハウス』～あなたは死んでも彼女を守れますか？～（2021年9月11日 - 12日、ヒューリックホール東京）- 武村大樹 役[55]
- 朗読劇『5 years after』ver.7（2021年11月30日 - 12月2日、赤坂レッドシアター）[56]
- 『THE STAGE ラッキードッグ1 Paradise Lost+』（2022年8月26日 - 29日、飛行船シアター）- バクシー・クリステンセン 役[57]
- 水木英昭プロデュースvol.27『蘇州夜曲2022』（2022年9月15日 - 19日、紀伊國屋ホール）
- 二人芝居『ふたりよがり』「ふれる面会」（2022年10月21日 - 23日、池袋西口GEKIBA）
- 舞台『ノラネコシティ』（2022年12月3日 - 11日、新宿FACE）- ブルース 役[58]
- 朗読劇『ハッピーメリークリスマス』（2022年12月22日 - 24日、アトリエファンファーレ東新宿）
- 朗読劇『Blue Love Theater』（2023年2月16日 - 19日、浅草花劇場）- 尾田秋広 役 ※17日のみ出演[59]
- 舞台『福』に憑かれた男（2023年3月1日 - 5日、シアターアルファ東京）- 仙頭剛志 役[60]
- 舞台『信長未満—転生光秀が倒せない—』（2023年3月23日 - 26日、KAAT 神奈川芸術劇場 ホール）- 弥助 役[61]
- 朗読劇『コインランドリーカタルシス』（2023年3月31日 - 4月2日、赤坂πTOKYO）
- 劇団 骸骨ストリッパー 舞台『RAIKA』（2023年5月25日 - 28日、新宿スペース・ゼロ）- クコチヒコ 役
- 舞台『黎明の王』（2023年7月20日 - 23日、六行会ホール）[62]
- 劇団バルスキッチン第28回公演『高飛車モンスター』（2023年8月9日 - 13日、バルスタジオ）- 主演
- 劇団25､6時間第9回本公演『想い光芒、想われ曙光』（2023年9月20日 - 23日、萬劇場）- 主演・四宮遼 役
- ミュージカル『コードギアス 反逆のルルーシュ 正道に准ずる騎士』（2023年9月16日 - 18日、京都劇場 / 9月23日 - 10月1日、サンシャイン劇場）- ロイド・アスプルンド役 ※代役、23日・2日のみ出演
- EXE.ROCK.Entertainment Another Stage 舞台『DYED IF COLLECTE~キャロルの憂鬱~』（2023年11月22日 - 26日、劇場HOPE）- 黒アリス 役
- 音楽朗読劇『美男ペコパンと悪魔』（2023年12月21日 - 24日、R'sアートコート）※22日・23日のみ出演
- 舞台『淡海乃海-天下静謐の雫となりて-』（2024年5月29日 - 6月2日、草月ホール） - 灯 役[63]
- 舞台『黄昏の王』（2024年10月3日 - 6日、こくみん共済 coop ホール/スペース・ゼロ） - ブラッドフォード 役[64][65]
- 『里のバッキャロー!!』〜ある男の千葉の鴨川で生き切った物語〜（2024年10月30日 - 11月5日、シアターグリーン BOX in BOX THEATER）[66]
- 舞台『Home 2025』（2025年2月21日 - 24日、浅草花劇場） - 山郷健次 役[67]
- BIZ slapstick comedy #001【リスケ！】（2025年6月4日 - 8日、六行会ホール）[68]
- 朗読劇舞台『永久保貴一の極めて怖い話 2025』（2025年7月20日、浅草花劇場）[69]
- 舞台『振り子』（2025年9月6日 - 14日〈予定〉、IMAホール）[70]

### テレビ
- テレビ東京『LOVE理論』
- TBS『ニンゲン観察バラエティ モニタリング』
- テレビ朝日『仕返さナイト』 再現VTR
- 日本テレビ『行列のできる法律相談所』 再現VTR

### 雑誌
- ｢FINEBOYS｣ モデル
- ｢JJ｣ メンズモデル

### イベント
- 光文社 70th Anniversary Kirari Party（2015年）
- アイ★チュウ FAN MEETING 2017～New Year Party～（2017年1月29日､舞浜アンフィシアター）- リュカ 役
- 東京ゲームショウ 2017（2017年9月21日 - 24日）
- Wizards Witchery vol.4 リリースイベント（2020年11月6日、ホテル東京ガーデンパレス内 ホワイトチャペルホール）
- Clarity from キュアステージ インターネットサイン会（2021年6月12日、YouTube）
- Clarity Showcase Live Blu-ray完成披露上映会（2021年12月18日、ユナイテッドシネマお台場）
- 『Another one』vol.3（2022年6月26日、音部屋スクエア高田馬場）
- DAI ISONO 3rd SOLO EVENT『#磯活』vol.3（2022年7月24日、YMCAアジア青少年センター 地下スペースYホール）
- 磯野大バースデーイベント2022（2022年12月18日、雷5656会館）
- 田中晃平 30th Birthday Party♪（2023年4月30日、LA COLLEZIONE）
- 須永風汰 誕生30周年×デビュー10周年記念イベント『風誕祭30×10』（2023年5月14日、P.A.R.M.S.秋葉原店）※ゲスト
- 2.5次元ダンスライブ「VAZZROCK STAGE」Episode 2『ペトリコール・ノスタルジー』発売記念イベント（2023年7月29日・30日）
- 『K’s Party 4th』~Halloween Fes!!~（2023年10月14日、歌舞伎町 Sparkle）※ゲスト
- 川井雅弘 29th Birthday Party（2023年10月28日）※ゲスト
- 『こうゆう人』vol.７〜瀬川拓人Birthdayイベント〜（2023年11月4日・5日、代々木ミューズ）
- 第1回 #推茶会（2023年12月16日、池袋AK）
- 『Another one』vol.16（2024年1月28日、音部屋スクエア高田馬場）
- 『K’s Party 6th』~ヒトツキ遅れのWHITE day!!~（2024年4月13日、歌舞伎町 Sparkle）※ゲスト

### WEB番組
- 辻諒・樋口裕太のアニドルch 第4話（2020年7月27日、ニコニコ生放送）※ゲスト出演
- 点火泰平（2020年8月17日 - 、ONSTAGE）
- キュアステファンミ〜目指せ、シリウスの頂点！全員集合SP〜（2020年8月29日、ZAIKO）
- Wizards Witchery 新年会スペシャル！「テオの部屋」（2021年1月9日、YouTube）
- 『アニドルカラーズ！キュアステージ SHUFFLE REVUE』キャストと楽しむ振り返り上映会（2021年4月17日・24日、ZAIKO）
- 『アニドルカラーズ！キュアステージ SHUFFLE REVUE』集え！キュアステカンパニー ～頂点は誰の手に⁉︎秋まつり対決SP～（2021年9月18日、ZAIKO）
- ツキプロチャンネル48時間生配信2021（2021年11月7日、YouTube・ニコニコ生放送）
- ツキプロチャンネル48時間生配信2022（2022年11月5日・6日、YouTube・ニコニコ生放送）※5日のみ出演[71]
- ツキプロチャンネル48時間マジカルTV（2023年11月3日・4日、YouTube・ニコニコ生放送）※3日のみ出演[72]

## CD

### 『アニドルカラーズ！キュアステージ』シリーズ関連
| 発売日  | 商品名                               | キャスト                                                                           | 歌                                  |
| 2021年  | 2021年                               | 2021年                                                                             | 2021年                              |
| ------- | ------------------------------------ | ---------------------------------------------------------------------------------- | ----------------------------------- |
| 2月10日 | 『Keep On』~ Clarity                 | 春宮亜蘭 役：石渡真修、夏月雫 役：上仁樹、寿秋誉 役：田中晃平、冬弥要 役：白石康介 | 『Keep On』、『Starry Stories』     |
| 2月15日 | 『Keep On』Solo Collection ~ Clarity | 春宮亜蘭 役：石渡真修、夏月雫 役：上仁樹、寿秋誉 役：田中晃平、冬弥要 役：白石康介 | 『Keep On』、『Starry Stories』     |
| 2022年  |                                      |                                                                                    |                                     |
| 2月14日 | 『Movin’on』~ Clarity                | 春宮亜蘭 役：石渡真修、夏月雫 役：上仁樹、寿秋誉 役：田中晃平、冬弥要 役：白石康介 | 『Movin’on』、『TEMPTATION'S KISS』 |
| 4月8日  | 『Naked desire』~ Clarity            | 春宮亜蘭 役：石渡真修、夏月雫 役：上仁樹、寿秋誉 役：田中晃平、冬弥要 役：白石康介 | 『Naked desire』、『My Girl』       |